# Bussa (Nigeria)
Bussa war eine Stadt im Westen Nigerias und ist seit 1968 vom Kainji-Stausee überschwemmt. Bussa war die Hauptstadt des Nordens von Borgu. Die Stadt lag am Niger, in der Nähe von Stromschnellen, die die Schiffbarkeit des Nigers für größere Schiffe beschränkten.

## Geschichte
Auf seiner zweiten Expedition durch Afrika fuhr der britische Afrikaforscher Mungo Park dem Niger entlang bis Bussa, wo er 1806, wahrscheinlich im Kampf mit Einheimischen, getötet wurde. Von 1894 bis 1898 war Bussa Gegenstand eines Gebietsdisputes zwischen Großbritannien und Frankreich; die Stadt ging im Juni 1898 schließlich an Großbritannien.

## Überschwemmung und Umsiedlung
Der Bau des Kainji-Staudamms von 1964 bis 1968 erforderte die Umsiedlung von ca. 42.000 Menschen, die 1962 begann. Auf dem Gebiet des heutigen Kainji-Stausees befanden sich 192 Siedlungen, von denen 121 in höher gelegenem Gebiet neu erbaut wurden. Bussa wurde dabei als New Bussa weiter südlich errichtet.